# 日本トリム
株式会社日本トリム（にほんトリム、英: NIHON TRIM CO.,LTD.）は、大阪府大阪市北区に本社を置くアルカリイオン整水器（家庭用整水器）及び浄水カートリッジ・血液透析用整水器・農業用整水器等の製品開発及び販売を行う企業グループである。

## 概要・沿革
浄水した水道水を電気分解し塩基イオンと水素を含んだ電解水素水を生成する整水器の製造販売をおこなう。2012年度の整水器の国内シェアは59.6%（）で首位。東京大学、東北大学、九州大学、高知大学、帯広畜産大学カロリンスカ研究所（スウェーデン）等国内外の研究機関と電解水の研究を推進。医療分野では血液透析への応用が進展。その他にも農業分野、工業分野への応用を目指している。
同社は1982年（昭和57年）に創業。2000年にJASDAQ上場、2003年の東証第二部上場を経て、2004年に東証一部へ上場した。

## 医療分野への応用
東北大学医学部との共同研究により、血液透析用水に水素水を使用することで透析患者の慢性炎症、酸化ストレスを抑制することを見出し、2010年４月に欧州腎臓透析移植学会誌「Nephrology Dialysis Transplantation」へ「慢性腎臓病・透析患者に対する新規治療法」として論文発表しており、現在臨床現場へと導入されている。2016年6月には電解水透析に関する総説論文が日本透析医学会公式欧文誌に掲載。

## 農業分野への応用
水道水や地下水を電気分解し、その水を作物へ散布や灌水することにより、作物の高品質化や収穫量増加を期待し2010年10月還元野菜整水器TRIM AGを発売。2015年7月には高知県、南国市、JA南国市、高知県、高知大学と「電解水素水を活用した還元野菜プロジェクト」推進連携協定締結。2016年4月には農林水産省補助事業「平成28年度農業界と経済界の連携による先端モデル農業確立実証事業」として「還元野菜プロジェクト」が採択。

## 事業特色
製品は高知県南国市の子会社、株式会社トリムエレクトリックマシナリーで製造。インドネシア、中国、台湾に関連会社を持つ等グローバル事業も実施し、先進医療事業として臍帯血バンク、創薬等再生医療分野にも注力している。
日本トリムグループ経営理念は「快適で健康なヒューマンライフの創造に貢献する」。全国女子選抜フットサル大会「トリムカップ」や野球独立リーグ・四国アイランドリーグplus「高知ファイティングドッグス」のメインスポンサーとなっている。

## 提供番組
2025年4月現在
- サタデーLIVE ニュース ジグザグ（ytv制作・日本テレビ系列）

ウェークアップ!ぷらすから引き継いで提供
- 一柳良雄が問う 日本の未来（BSジャパン）
- 賢者の選択

過去
- 林修の今でしょ!講座（テレビ朝日）
- 報道特集（TBS）
- 知っとこ!（MBS・TBS系列）
- 情報プレゼンター とくダネ!（フジテレビ）
- パネルクイズ アタック25（ABC制作・テレビ朝日系列）
- ウェークアップ!ぷらす（讀賣テレビ放送|ytv制作・日本テレビ放送網|日本テレビ系列）2018年10月より、時期は不明だが過去にもスポンサー経験あり。ほか